# Carmacks (Yukon)
Pour les articles homonymes, voir Carmacks.
Carmacks est un village (en anglais : town) du territoire du Yukon au Canada, situé aux abords du fleuve Yukon, à l'intersection de la Klondike Highway et de la Robert Campbell Highway. Lors du recensement de 2016, sa population est de 493 habitants. C'est entre autres le lieu d'habitation des Tutchones du Nord, un peuple autochtone faisant partie des Premières nations.
Carmacks est situé à 180 km au nord de Whitehorse et à 360 km de Dawson City. Il s'y trouve un des quatre ponts qui enjambent le fleuve Yukon. À partir de Carmacks, par la Robert Campbell Highway on peut rejoindre Faro, Watson Lake et Ross River d'où part la Canol Road.
Les environs de Carmacks recèlent de nombreuses richesses minières, dont de charbon et de cuivre. Il y a aussi une petite mine de zinc exploitée par la compagnie Western Silver, et une autre d'or, exploitée par la compagnie Northern Freegold Resources basée à Whitehorse.

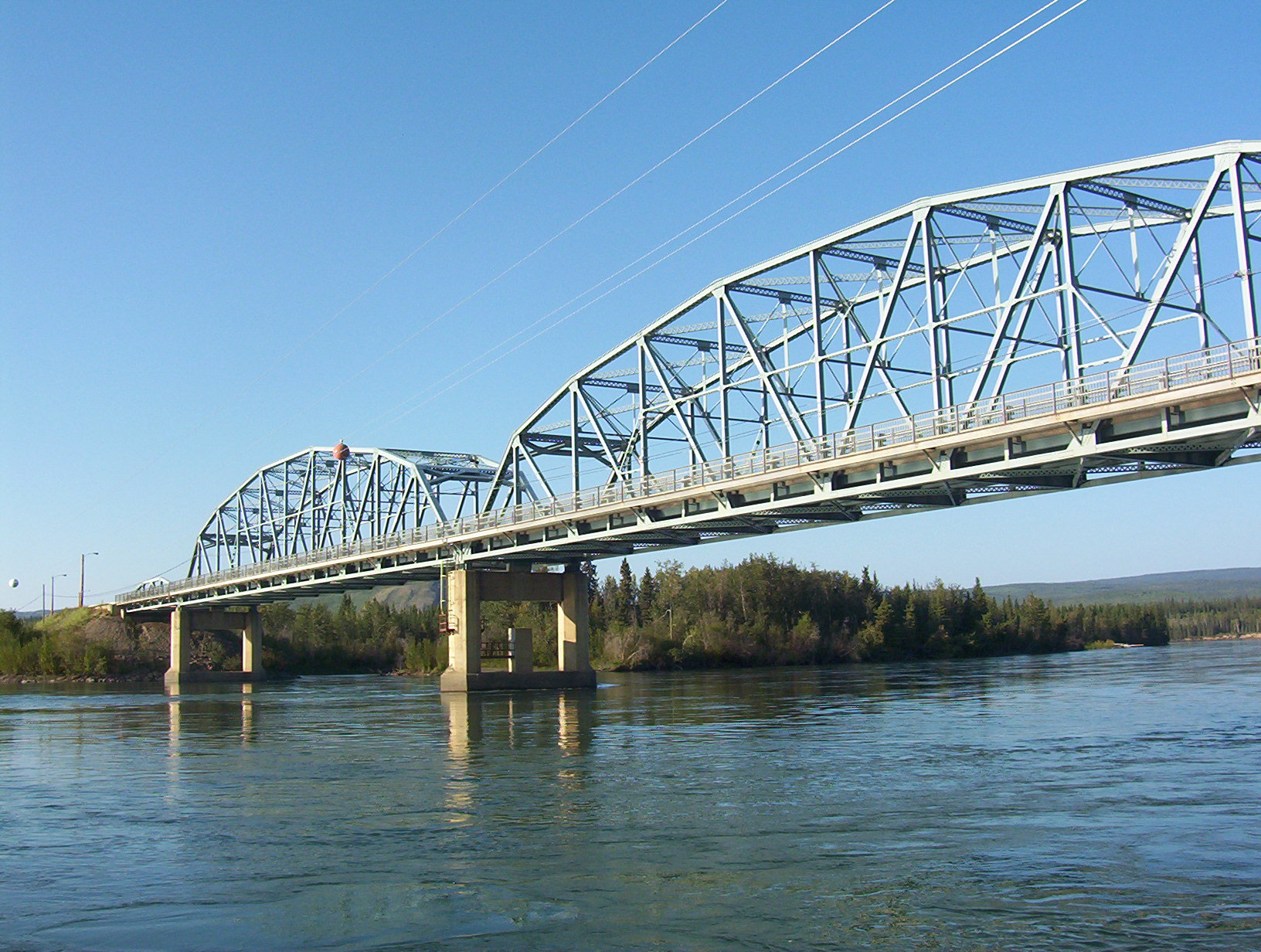
Le pont sur le Yukon à Carmacks.

La communauté de Carmacks regroupe en fait le village de Carmacks et la Première Nation de Little Salmon/Carmacks. Son nom vient de George Washington Carmack, qui, en 1893 avait trouvé du charbon près de Tantalus Butte. Il commença par construire un comptoir afin de commercer avec les habitants, et ouvrit une mine de charbon sur la rive sud du Yukon. Carmack découvrit quelques années plus tard de l'or dans la région de Dawson City, en compagnie de Skookum Jim et de Tagish Charlie, au début de la ruée vers l'or du Klondike. Carmacks est la seule communauté du Canada à être administrativement une localité désignée. C'est une localité incorporée depuis 1984.
Tous les ans, en février, Carmacks est un point de ralliement de la Yukon Quest, une course de traîneaux à chiens entre Whitehorse et Fairbanks, en Alaska.

## Démographie
En tant que localité désignée dans le recensement de 2011, Carmacks a une population de 503 habitants dans 196 de ses 246 logements, soit une variation de 18,4% par rapport à la population de 2006. Avec une superficie de 36,95 km2, ce village possède une densité de population de 13,6 hab/km2 en 2011.
Concernant le recensement de 2006, Carmacks abritait 425 habitants dans 173 de ses 221 logements. Avec une superficie de 36,90 km2, ce village possédait une densité de population de 11,5 hab/km2 en 2006.
| 2001 | 2006 | 2011 | 2016 |
| ---- | ---- | ---- | ---- |
| 431  | 425  | 503  | 493  |

## Climat
| Mois                                  | jan.       | fév.       | mars      | avril     | mai        | juin      | jui.      | août    | sep.       | oct.       | nov.       | déc.       | année      |
| ------------------------------------- | ---------- | ---------- | --------- | --------- | ---------- | --------- | --------- | ------- | ---------- | ---------- | ---------- | ---------- | ---------- |
| Température minimale moyenne (°C)     | −33,6      | −25,3      |           |           | −0,2       | 5,3       | 7,6       | 5,3     | 0,4        | −6,3       | −19        | −29,6      |            |
| Température moyenne (°C)              | −28,6      | −18,2      |           |           | 7,2        | 12,9      | 14,8      | 12,5    | 6,9        | −1,6       | −14,7      | −24,7      |            |
| Température maximale moyenne (°C)     | −23,8      | −12,1      |           |           | 14,5       | 20,3      | 21,9      | 19,6    | 13,3       | 3,1        | −10,7      | −20,1      |            |
| Record de froid (°C) date du record   | −57,8 1966 | −57,2 1968 | −50 1972  | −32 1986  | −12,2 1964 | −3,9 1965 | −1,1 1970 | −5 1974 | −16,5 1983 | −32,5 1982 | −46,7 1963 | −54,4 1964 | −57,8 1966 |
| Record de chaleur (°C) date du record | 6 1980     | 12,8 1968  | 14,4 1965 | 23,3 1976 | 35 1983    | 35 1969   | 31,7 1971 | 32 1989 | 27 1989    | 18,3 1964  | 12,8 1970  | 8 1986     | 35 1969    |
| Précipitations (mm)                   | 17,9       | 12,3       | 7         | 6,8       | 20,1       | 34,5      | 55,1      | 39,4    | 30,6       | 9,5        | 18,3       | 15,3       | 276,7      |
| dont neige (cm)                       | 17,9       | 12,3       | 6,8       | 5,4       | 1,1        | 0         | 0         | 0       | 1          | 14         | 17,9       | 15,3       | 91,7       |
| Nombre de jours avec précipitations   | 7          | 5          | 3         | 3         | 8          | 11        | 13        | 12      | 10         | 8          | 8          | 7          | 96         |
| Nombre de jours avec neige            | 7          | 5          | 3         | 2         | 0          | 0         | 0         | 0       | 0          | 6          | 8          | 7          | 39         |